# Gerald Muschiolik

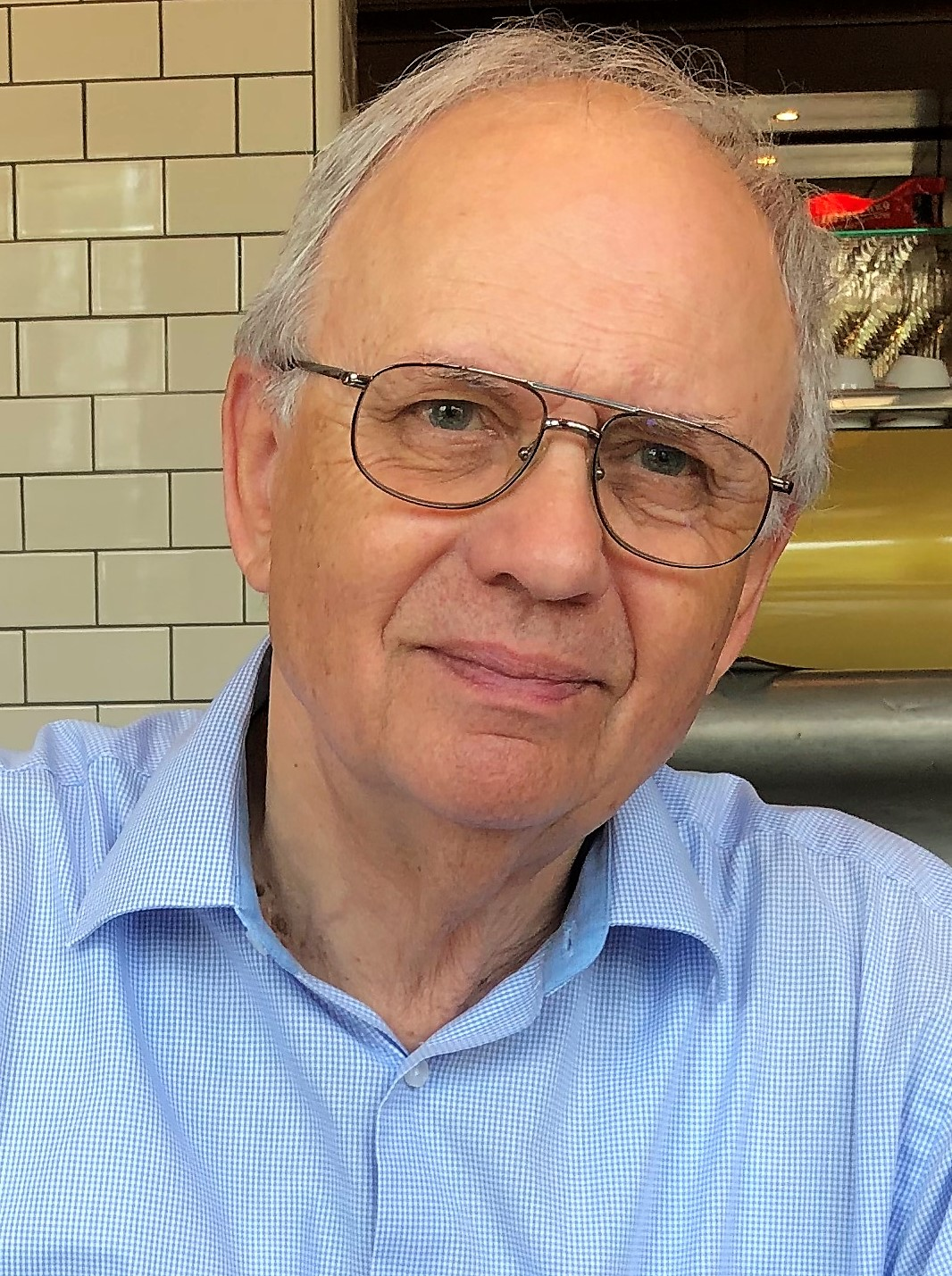
Gerald Muschiolik 2019

Gerald Muschiolik (* 7. Mai 1941 in Cottbus) ist ein deutscher Lebensmitteltechnologe, Lebensmittelwissenschaftler und Hochschullehrer. Er ist vor allem  durch seine Forschungen zur Technofunktionalität von Proteinrohstoffen in Lebensmitteln und zur Bildung von Doppelemulsionen bekannt.

## Leben
Gerald Muschiolik wuchs bis 1945 in Gotenhafen-Oxhöft (Gdynia-Oksywie) und danach in Lübbenau auf. Nach der Grundschule Lübbenau besuchte er die Oberschule Calau, die er 1959 mit dem Abitur abschloss. Von 1961 bis 1966 studierte er an der Humboldt-Universität zu Berlin (HUB) Lebensmitteltechnologie mit Schwerpunkt Obst- und Gemüsetechnologie und schloss das Studium als Dipl.-Ing. ab.
Der Einstieg ins Berufsleben erfolgte 1966 im VEB Feinkost- und Konservenwerk Potsdam, einem Betrieb zur Herstellung von Gläschenkost für Kleinkinder, wo er bis Ende 1970 als Laborleiter und Leiter der Qualitätskontrolle angestellt war. Ab 1968 war er zusätzlich außerplanmäßiger wissenschaftlicher Aspirant an der HUB und untersuchte die Kinetik der Inaktivierung von Erdsporen zur Festlegung von Sterilisationsparametern für breiförmige Fertignahrung. 1972 wurde er an der HUB zum Dr. agr. promoviert.
Es folgte ab 1971 eine Anstellung am Zentralinstitut für Ernährung Potsdam-Rehbrücke (ZfE), wo er ab 1988 für die Abteilung Anwendungsforschung und für den Bereich Chemie und Technologie der Lebensmittel zuständig war. Von 1982 bis 1991 war er außerdem Lehrbeauftragter an der Landwirtschaftlichen Fakultät der HUB, lehrte zur Funktionalität von Lebensmittelzusatzstoffen mit dem Schwerpunkt Biopolymere.
Nach Auflösung des ZfE leitete er ab 1992 im neu gegründeten Deutschen Institut für Ernährungsforschung Potsdam-Rehbrücke (DIfE) bis Ende 1996 eine Forschungsgruppe, die zeitweise dem Wissenschaftler-Integrations-Programm (WIP) und der Universität Potsdam zugeordnet war. Im Jahr 1997 wurde er mit seiner Forschungsgruppe in das Deutsche Institut für Lebensmitteltechnik e.V. in Quakenbrück eingegliedert. 1998 folgte er dem Ruf der Friedrich-Schiller-Universität Jena (FSU) auf die Professur für Lebensmitteltechnologie. Den Lehrbereich Lebensmitteltechnologie am Institut für Ernährungswissenschaften leitete er bis zum Eintritt in den Ruhestand 2006.

## Schaffen
Am ZfE konzentrierte sich seine Forschung auf die physikochemische Charakterisierung pflanzlicher und tierischer Proteine sowie auf deren Einsatzmöglichkeiten in neue Proteinnahrungsmittel. 1980 erfolgte die Promotion zum Dr. sc. nat. (HUB), 1986 wurde er zum Professor an der Akademie der Wissenschaften ernannt. Die Habilitation  (Dr. rer. nat. habil.) wurde 1994 durch die TU Dresden bestätigt. Forschungsschwerpunkte an der FSU Jena waren die Ermittlung der Grenzflächenaktivität und Emulgatorwirkung von Proteinrohstoffen, deren Techno-Funktionalität in Lebensmittelsystemen, Interaktionen zwischen ionischen Biopolymeren (Proteine und Polysaccharide), die Emulsionsbildung mittels Membranen sowie die Erzeugung von Doppelemulsionen für neuartige Lebensmittel.
Er war Mitglied des wissenschaftlichen Ausschusses des Forschungskreises der Ernährungsindustrie (FEI e.V.), Gutachter des Wissenschaftsrates, des Akkreditierungs-Institutes ACQUIN, der Fachagentur Nachwachsende Rohstoffe, verschiedener Ministerien und wissenschaftlicher Verlage sowie Gutachter für Forschungsanträge bei der Europäischen Kommission. Außerdem war er Mitglied der Gesellschaft Deutscher Lebensmitteltechnologen (GDL e.V.) und Kuratoriumsmitglied des Forschungsinstitutes bioaktive Polymersysteme (BIOPOS e.V., Teltow). Die Mitgliedschaft in der Berlin-Brandenburgischen Gesellschaft für GETREIDEFORSCHUNG e.V. dauert an.
Längere Forschungsaufenthalte führten ihn nach Moskau (INEOS), Warschau (Inst. der Fermentationsindustrie), Budapest (KEKI), Olztyn (Inst. Ingenieurwesen u. Biotechnologie), Havanna (INIFAT), Leeds (Procter Dept. of Food Science) und London (King´s College). Zu wissenschaftlichen Aufenthalten weilte er in Finnland (VTT, Espoo), Großbritannien (Inst. of Food Research, Norwich), Indien (CFTRI, Mysore), USA (Dept. of Food Science, Madison), Japan (National Research Inst. Tsukuba u. Research Park Miyazaki) und Neuseeland (NZDR, Palmerston North).
Die wissenschaftliche Tätigkeit ist in über 200 Zeitschriftenpublikationen, zahlreichen Patentanmeldungen und 2 Büchern dokumentiert.

## Ehrungen
1967 erhielt Muschiolik den Johann-Gottlieb-Fichte-Preis der Humboldt-Universität für seine Diplomarbeit (Kinetik des Farbabbaus von Betanin). 1979 wurde er für seine Forschungsleistungen mit der Ehrenplakette des ZfE ausgezeichnet. 1984 erhielt er von der Polnischen Akademie der Wissenschaften und der Akademie der Wissenschaften der DDR eine Auszeichnung für hervorragende Ergebnisse in der gemeinsamen Forschung auf dem Gebiet der Charakterisierung und Verarbeitung von Pflanzenproteinen.

## Werke
- mit Horst Schmandke (Hrsg.): Funktionelle Eigenschaften von Ackerbohnenprodukten (Vicia faba) – Ernährung, Biochemie und Verarbeitung. Shaker Verlag, Aachen 2000, ISBN 978-3-8265-7568-6.
- Ionische Protein-Polysaccharid-Interaktionen als Grundlage für Emulsionen mit besonderen Eigenschaften. In:  labor&more. 9, 2013, Heft 7, S. 40–44.
- Leguminosenproteine in der Lebensmittelherstellung. In: W. Freund (Hrsg.): Handbuch Backwaren Technologie. Loseblattsammlung, Behr’s Verlag, Hamburg 2003, ISBN 978-3-89947-050-5, 57. Ergänzungs-Lieferung 3/2018, Kap. 11, S. 1–96.
- Leguminosenproteine – Technofunktionalität und funktionelle Eigenschaften. In: Deutsche Lebensmittel-Rundschau. 114, 2018, S. 122–131.
- Grenzflächenaktive Biopolymere – Emulgatoren als „green ingredients“. In: Deutsche Lebensmittel-Rundschau. 114, 2018, S. 434–444.
- Multiple Emulsionen, Herstellung und Eigenschaften. 2. Auflage, Behr’s Verlag, Hamburg 2022, ISBN 978-3-95468-865-4.
- Entwicklung neuer Emulsionssysteme. In: A. Meisterernst, E. Loeck, H. Erbersdobler (Hrsg.): Praxishandbuch Nahrungsergänzungsmittel & ergänzende bilanzierte Diäten. Loseblattsammlung. Behr’s Verlag, Hamburg 2007, ISBN 978-3-89947-412-1, 14. Ergänzungs-Lieferung 4/2012, Kap. V.1, S. 1–34.
- Multiple Emulsionen – Stand und Fortschritte. In: Behr's Jahrbuch 2018 Lebensmittelwirtschaft. Behr’s Verlag, Hamburg 2018, ISBN 978-3-95468-526-4, 85–93.
- mit Eric Dickinson:  Double Emulsions Relevant to Food Systems: Preparation, Stability, and Applications. In: Comprehensive Reviews in Food Science and Food Safety. 16, 2017, S. 532–555, doi:10.1111/1541-4337.12261.